# Giải vô địch bóng đá nữ U-20 châu Đại Dương 2010
Giải vô địch bóng đá nữ U-20 châu Đại Dương 2010 diễn ra tại New Zealand, từ 21 tháng 1 tới 25 tháng 1 năm 2010. New Zealand là đội tuyển giành chiếc vé duy nhất dự Giải vô địch bóng đá nữ U-20 thế giới 2010 tại Đức.

## Kết quả
| Đội            | Đ | Tr | T | H | B | BT | BB | HS  |
| -------------- | - | -- | - | - | - | -- | -- | --- |
| New Zealand    | 9 | 3  | 3 | 0 | 0 | 27 | 0  | +27 |
| Quần đảo Cook  | 4 | 3  | 1 | 1 | 1 | 5  | 9  | -4  |
| Tonga          | 4 | 3  | 1 | 1 | 1 | 5  | 12 | -7  |
| Samoa thuộc Mỹ | 0 | 3  | 0 | 0 | 3 | 0  | 16 | -16 |

| New Zealand                                                                                          | 8 - 0 | Samoa thuộc Mỹ |
| --- | ----- | -------------- |
| Hannah Wilkinson 16', 21', 81' · Rosie White 25', 52' · Annalie Longo 42' · Briony Fisher 45+2', 64' |       |                |

| Quần đảo Cook       | 1 - 1 | Tonga                 |
| ------------------- | ----- | --------------------- |
| Regina Mustonen 16' |       | Heilala Loto'anui 72' |

| Tonga                                                         | 4 - 0 | Samoa thuộc Mỹ |
| ------------------------------------------------------------- | ----- | -------------- |
| Penateti Feke 11', 38' (ph.đ.), 90+4' · Heilala Loto'anui 88' |       |                |

| New Zealand | 8 - 0 | Quần đảo Cook |
| --- | ----- | ------------- |
| Elise Mamanu-Gray 36' · Rosie White 37', 41' · Hannah Wilkinson 57' · Liz Milne 59', 89' · Hannah Wall 66', 68' |       |               |

| Samoa thuộc Mỹ | 0 - 4 | Quần đảo Cook                      |
| -------------- | ----- | ---------------------------------- |
|                |       | Regina Mustonen 25', 32', 44', 89' |

| Tonga | 0 - 11 | New Zealand |
| ----- | ------ | --- |
|       |        | Rosie White 3', 10', 30', 43', 49' · Nadia Pearl 13' · Lauren Mathis 19' · Hannah Wilkinson 35' · Chelsey Wood 41' · Elise Mamanu-Gray 79' · Sarah McLaughlin 89' |